# صباغ بنفسجي 29
الصباغ البنفسجي 29 هو مركب عضوي مشتق من بيريلين يستخدم كصباغ وملون للعديد من الصناعات كالدهانات والاحبار والورق والخلايا الشمسية وحتى الأدوية. تم وصف لونه بشكل متغير بين الأحمر الداكن والأرجواني والكستنائي حيث يعتمد لونه وهو بالحالة الصلبة على حجم البلورات وكيفية ترابط الجزيئات وأيضا الزاوية التي ينظر منها المشاهد.

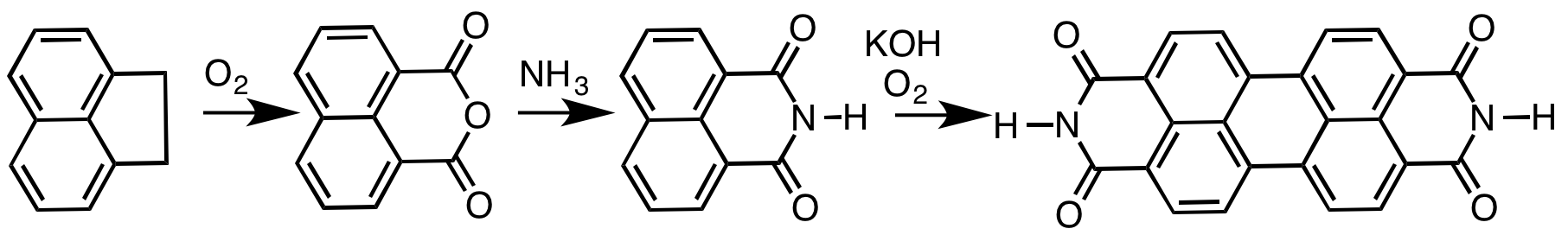

يحضر من أسينافثين. 